# Caloptilia rhoifoliella
Caloptilia rhoifoliella là một loài bướm đêm thuộc họ Gracillariidae. Nó được tìm thấy ở Bermuda, Canada (Manitoba, Québec, Ontario) Hoa Kỳ (bao gồm Mississippi, New York, Kentucky, California, Florida, Georgia, Maine, Maryland, Michigan, Minnesota, Missouri, New Jersey, Texas, Vermont, North Carolina, Illinois, Kansas và Louisiana).
Sải cánh của loài dài khoảng 13 mm.
Ấu trùng bướm ăn các loài thuộc chi Rhus (bao gồm Rhus copallina, Rhus lanceolata, Rhus toxicodendron và Rhus typhina), Schinus terebinthifolia, Toxicodendron pubescens và Toxicodendron radicans. Chúng ăn lá nơi chúng làm tổ.